# 12 Songs (Randy Newman)
12 Songs è il secondo album del cantautore statunitense Randy Newman. Venne pubblicato nell'aprile del 1970 dalla Reprise Records. L'unico singolo estratto dal disco è Have You Seen My Baby?, pubblicato nel maggio dello stesso anno.

## L'album
Così come per molti altri album della carriera iniziale di Newman, parecchie delle canzoni presenti nell'album erano già state incise da altri artisti. In particolare, Mama Told Me Not To Come era stata incisa per la prima volta nel 1967 da Eric Burdon e un mese prima dell'uscita di 12 Songs dai Three Dog Night, che conquistarono il primo posto negli USA. Quello stesso anno, il gruppo The Beau Brummels pubblicò una versione di My Old Kentucky Home. Yellow Man era stata pubblicata da Harry Nilsson in Nilsson Sings Newman (1970), Have You Seen My Baby? da Fats Domino (nel 1969, come singolo) e Let's Burn Down The Cornfield da Lou Rawls, come lato B del suo classico rhythm & blues del 1970, You've Made Me So Very Happy. È Newman stesso a suonare il pianoforte nei brani interpretati da Nilsson e Domino.
Dopo aver suscitato una buona impressione al momento della pubblicazione, 12 Songs acquisì nel tempo sempre maggiore rispetto da parte della critica, tanto che Robert Christgau e la rivista Rolling Stone menzionano il disco come uno dei migliori dischi di tutti i tempi.

## Tematiche e critica
Mark Deming, per il sito AllMusic, sostiene che, rispetto al primo album, Randy Newman, l'artista californiano ha sviluppato un umore più lucidamente acido, con i personaggi cinici e sciatti di cui riempirà i dischi successivi, anche se ancora ammantati di un'umanità residua capace di suscitare la pietà dell'ascoltatore. In particolare, Yellow Man ha per tema il razzismo (uno degli argomenti preferiti di Newman), mentre Suzanne racconta di un uomo che punta un'attenzione morbosa su una donna, cavandone il nome (in modo apparentemente casuale) da un elenco telefonico in una cabina. My Old Kentucky Home è invece dedicata a ritrarre la vita campagnola del profondo sud, mentre la classica Mama Told Me Not to Come parla di un provinciale piombato ad una festa in cui è sorpreso e disgustato da tutto ("Mamma mi aveva detto di non venire" / "Mamma ha detto: «Non è modo, questo, di divertirsi»"): Newman rivelerà poi che la canzone rappresenta uno spensierato ritratto della scena musicale dei tardi anni sessanta a Los Angeles (dove Newman è nato).
La rivista musicale britannica Q definì il disco "una nicchia di idiosincrasia", in cui Newman si impegna in una "mordente satira e strutture pop tradizionali".

## Tracce
Tutti i brani sono di Randy Newman, eccetto dove indicato.
Lato A
1. Have You Seen My Baby? – 2:32
2. Let's Burn Down the Cornfield – 3:03
3. Mama Told Me Not to Come – 2:12
4. Suzanne – 3:15
5. Lover's Prayer – 1:55
6. Lucinda – 2:40
7. Underneath the Harlem Moon – 1:52 (Mack Gordon, Harry Revel)

Durata totale: 17:29
Lato B
1. Yellow Man – 2:19
2. Old Kentucky Home – 2:40
3. Rosemary – 2:08
4. If You Need Oil – 3:00
5. Uncle Bob's Midnight Blues – 2:15

Durata totale: 12:22

## Formazione
- Randy Newman - voce, pianoforte
- Clarence White - chitarra
- Al McKibbon - basso, contrabbasso
- Ron Elliott - chitarra
- Dee Murray - basso
- Ry Cooder - slide guitar
- Lyle Ritz - basso, contrabbasso
- Gene Parsons - batteria
- Roy Harte - percussioni
- Jim Gordon - batteria
- Milt Holland - percussioni

Note aggiuntive
- Lenny Waronker - produzione
- Douglas Botnick - ingegnere del suono
- Lee Herschberg - ingegnere del suono
- Tony Newman - fotografia